# گوچری (حمام‌اوزو)
گوچری (به ترکی استانبولی: Göçeri) یک منطقهٔ مسکونی در ترکیه است که در حمام‌اوزو واقع شده‌است.